# Catraio
Catraio (Morro Catrairo) ist ein Berg auf São Tomé und Príncipe. 

## Geographie
Der Catraio ist ein Gipfel der zentralen Bergkette auf São Tomé und liegt östlich des Zentrums der Insel. Im Umfeld liegen die Ortschaften Java, Plateau (Santa Caterina) und Santa Luisa. Der Berg ist bewaldet und an seinen Hängen entspringen Quellbäche des Rio Bomba. Im Osten schließt sich der Bussaco an und im Westen der Monte de Dentro.